# Rhododendron atrovirens
Rhododendron atrovirens är en ljungväxtart som beskrevs av Adrien René Franchet. Rhododendron atrovirens ingår i släktet rododendron, och familjen ljungväxter. Inga underarter finns listade i Catalogue of Life.